# Цзясин
Цзяси́н (кит. упр. 嘉兴, пиньинь Jiāxīng) — городской округ в провинции Чжэцзян КНР.

## История
Когда китайские земли впервые в истории были объединены в единое государство, Цинь Шихуанди основал здесь уезд Цюцюань (囚拳县). Впоследствии название уезда исказилось в Юцюань (由拳县). В эпоху Троецарствия уезд был в 231 году переименован в Хэсин (禾兴县). Правитель царства У Сунь Цюань в 242 году сделал своего сына Сунь Хэ наследником престола; соблюдая практику табу на имена, чтобы избежать использования иероглифа, читающегося так же, как имя наследника, уезд был переименован в Цзясин (嘉兴县).
В 908 году была создана Кайюаньская управа (开元府), под управлением которой были уезды Цзясин, Хуатин и Хайянь; власти управы размещались в уезде Цзясин. В 932 году управа была расформирована. В 938 году юго-западная часть уезда Цзясин была выделена в отдельный уезд Чундэ (崇德县). Во времена Поздней Тан в 940 году была образована область Сючжоу (秀州), объединяющая 4 уезда.
Во времена империи Сун область Сючжоу была переименована в округ Цзяхэ (嘉禾郡). Так как именно здесь родился Чжао Шэнь, впоследствии взошедший на трон как император Сяо-цзун, то после его смерти округ Цзяхэ был в 1195 году поднят в статусе, став Цзясинской управой (嘉兴府) и получив статус «бывшей столицы». После монгольского завоевания было введено новое административное деление, и в 1276 году Цзясинская управа стала Цзясинским регионом (嘉兴路). После того, как Чжу Юаньчжан сверг правление монголов, Цзясинский регион в 1366 году вновь стал Цзясинской управой, которая была подчинена напрямую императорскому двору; Цзсинской управе подчинялись почти все административные единицы на территории современного городского округа, за исключением Хайнина, который был подчинён властям Ханчжоуской управы. В 1381 году в связи с тем, что недавно созданная провинция Чжэцзян получилась очень маленькой, Цзясинская управа была передана в подчинение властям провинции Чжэцзян.
В 1430 году северо-западная часть уезда Цзясин была выделена в отдельный уезд Сюшуй (秀水县), северо-восточная — в уезд Цзяшань; из уезда Хайянь был выделен уезд Пинху (平湖县), а из уезда Чундэ — уезд Тунсян (桐乡县).
Во времена империи Цин из-за практики табу на имена уезд Чундэ был переименован в Шимэнь (石门县).
После Синьхайской революции управы были упразднены, а уезды Цзясин и Сюшуй были в 1912 году объединены в уезд Цзяхэ (嘉禾县). Так как оказалось, что в провинции Хунань имеются уезды с точно такими же названиями, в 1914 году уезд Цзяхэ был переименован в Цзясин, а Шимэнь — в Чундэ.
После образования КНР в 1949 году был образован Специальный район Цзясин (嘉兴专区), и эти места вошли в его состав; урбанизированная часть уезда Цзясин была при этом выделена в отдельный город Цзясин. В 1953 году город Цзясин был выведен из состава Специального района и подчинён напрямую правительству провинции Чжэцзян, но в 1958 году он был возвращён в состав Специального района; уезд Чундэ был присоединён к уезду Тунсян. В 1959 году власти Специального района переехали из города Цзясин в город Хучжоу.
В 1973 году Специальный район Цзясин был переименован в Округ Цзясин (嘉兴地区).
В 1981 году уезд Цзясин был расформирован, а его территория была включена в состав города Цзясин.
В октябре 1983 года был расформирован округ Цзясин, а вместо него были образованы городские округа Цзясин и Хучжоу; город Цзясин был при этом упразднён, а на его территории были созданы Городской (城区) и Пригородный (郊区) районы городского округа Цзясин.
В ноябре 1986 года уезд Хайнин был преобразован в городской уезд.
В июне 1991 года уезд Пинху был преобразован в городской уезд.
В мае 1993 года уезд Тунсян был преобразован в городской уезд; в ноябре того же года Городской район был переименован в район Сючэн (秀城区).
В июне 1999 года Пригородный район был переименован в район Сючжоу.
В мае 2005 года район Сючэн был переименован в район Наньху.

## Административно-территориальное деление
Городской округ Цзясин делится на 2 района, 3 городских уезда, 2 уезда:
| Карта                                            | Карта    | Карта     | Карта         | Карта            | Карта         |
| ------------------------------------------------ | -------- | --------- | ------------- | ---------------- | ------------- |
| Наньху Сючжоу Цзяшань Хайянь Хайнин Пинху Тунсян |          |           |               |                  |               |
| Статус                                           | Название | Иероглифы | Пиньинь       | Население (2010) | Площадь (км²) |
| Район                                            | Наньху   | 南湖区    | Nánhú qū      |                  |               |
| Район                                            | Сючжоу   | 秀洲区    | Xiùzhōu qū    |                  |               |
| Городской уезд                                   | Пинху    | 平湖市    | Pínghú shì    |                  |               |
| Городской уезд                                   | Тунсян   | 桐乡市    | Tóngxiāng shì |                  |               |
| Городской уезд                                   | Хайнин   | 海宁市    | Hǎiníng shì   |                  |               |
| Уезд                                             | Цзяшань  | 嘉善县    | Jiāshàn xiàn  |                  |               |
| Уезд                                             | Хайянь   | 海盐县    | Hǎiyán xiàn   |                  |               |

## Экономика
В округе базируются электронная компания Wingtech Technology, химическая компания Satellite Chemical, автомобильная компания Hozon Auto и пищевая компания Wufangzhai (крупный производитель цзунцзы). В уезде Тунсян базируются одни из крупнейших производителей химических волокон в мире Tongkun Group и Xinfengming Group. В уезде Хайянь расположена АЭС Циньшань, производящая электроэнергию и углерод-14. Также в Цзясине расположена фабрика игрушек Lego Group.

## Транспорт
Порт Цзясина (Чжапу) входит в сотню крупнейших контейнерных портов мира.

## Достопримечательности

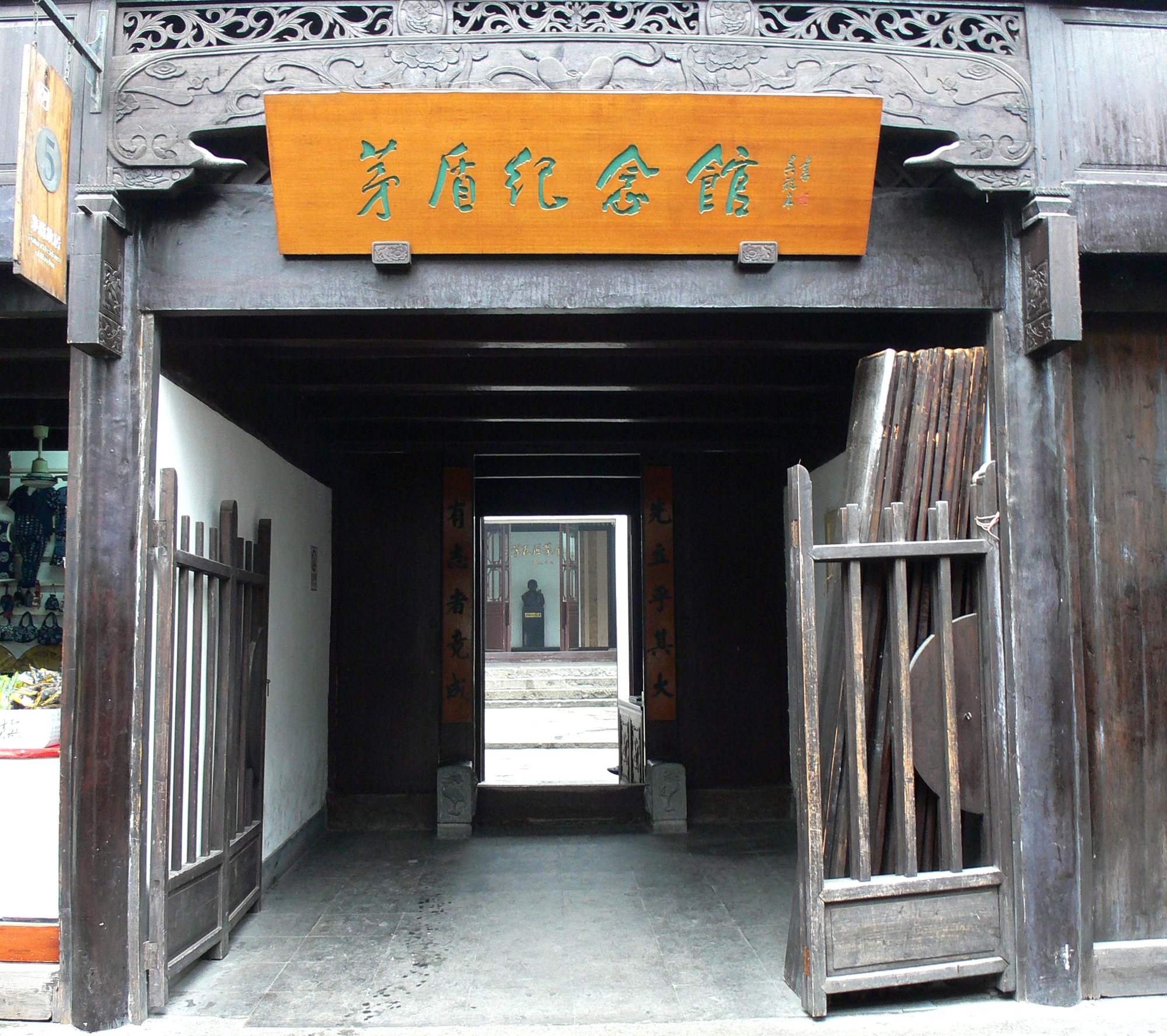
Дом-музей Мао Дуня

- Дом-музей Мао Дуня в посёлке Учжэнь городского уезда Тунсян.
- Поселок Яньгуань — место для наблюдения за приливной волной реки Цяньтан[5].